# سیل ۲۰۲۱ نیجر
سیل ۲۰۲۱ نیجر سیلی بود که متعاقب بارش شدید باران، به این کشور خسارت وارد کرد و باعث کشته شدن چند نفر و خسارت‌های گسترده در کشور شد. بیشترین خسارت در منطقه نیامی وارد گردید. ۶۰ نفر مجروح و ۶۲ نفر کشته شدند و ۱۰۵٬۶۹۰ نفر بر اثر سیل خسارت دیدند. بیشترین تلفات با ۱۸ کشته در ناحیه مارادی اعلام گردید.